# Ґінкго дволопатеве (Київська область)
«Гі́нгко дволопа́теве» — ботанічна пам'ятка природи місцевого значення в Україні. Розташована на території Сквирського району Київської області, в місті Сквира. 
Статус надано згідно з рішенням 16 сесії ХХІ скликання Київської обласної ради народних депутатів від 10 березня 1994 року. 
Пам'ятка представлена прадавньою рослиною — ґінко дволопатевим, що зростає в парку м. Сквира серед інших деревних порід, між тисом та модринами. Вік дерева близько 40 років, висота 12 м, діаметр 34 см. 